# Archidiocèse de Goiânia
L'archidiocèse de Goiânia (en latin, Archidioecesis Goianiensis) est une circonscription ecclésiastique de l'Église catholique au Brésil.
Son siège se situe dans la ville de Goiânia, capitale de l'État du Goiás. 
Depuis 2021, l'archevêque est João Justino de Medeiros Silva (pt).